# WTA Challenger Series 2019
In der folgenden Tabelle werden die Damenturniere der WTA Challenger Series der Saison 2019 dargestellt.
Auf dem Veranstaltungskalender des Jahres standen in dieser Kategorie mehrere Turniere.

## Turnierplan
| Datum                      | Ort           | Turnier                                  | Preisgeld | Belag     | Siegerin Einzel        | Siegerinnen Doppel                        |
| -------------------------- | ------------- | ---------------------------------------- | --------- | --------- | ---------------------- | ----------------------------------------- |
| 21. – 27. Januar 2019      | Newport Beach | Oracle Challenger Series – Newport Beach | $150.000  | Hartplatz | Bianca Andreescu       | Hayley Carter Ena Shibahara               |
| 25. Februar – 3. März 2019 | Indian Wells  | Oracle Challenger Series – Indian Wells  | $150.000  | Hartplatz | Viktorija Golubic      | Kristýna Plíšková Jewgenija Rodina        |
| 9. – 16. März 2019         | Guadalajara   | Abierto Zapopan                          | $125.000  | Hartplatz | Weronika Kudermetowa   | Maria Sanchez Fanny Stollár               |
| 22. April – 28. April 2019 | Anning        | Kunming Open                             | $125.000  | Sand      | Zheng Saisai           | Peng Shuai Yang Zhaoxuan                  |
| 4. – 9. Juni 2019          | Bol           | Croatia Bol Open                         | $125.000  | Sand      | Tamara Zidanšek        | Timea Bacsinszky Mandy Minella            |
| 8. – 14. Juli 2019         | Båstad        | Swedish Open                             | $125.000  | Sand      | Misaki Doi             | Natalja Wichljanzewa Misaki Doi           |
| 29. Juli – 4. August 2019  | Karlsruhe     | Liqui Moly Open Karlsruhe                | $125.000  | Sand      | Patricia Maria Țig     | Lara Arruabarrena Renata Voráčová         |
| 2. – 8. September 2019     | New Haven     | Oracle Challenger Series – New Haven     | $162.480  | Hartplatz | Anna Blinkowa          | Anna Blinkowa Oksana Kalaschnikowa        |
| 10. – 17. November 2019    | Houston       | Oracle Challenger Series – Houston       | $162.480  | Hartplatz | Kirsten Flipkens       | Ellen Perez Luisa Stefani                 |
| 10. – 17. November 2019    | Taipeh        | Taipei OEC Open                          | $125.000  | Hartplatz | Witalija Djatschenko   | Lee Ya-hsuan Wu Fang-hsien                |
| 16. – 22. Dezember 2019    | Limoges       | Open BLS de Limoges                      | $125.000  | Hartplatz | Jekaterina Alexandrowa | Georgina García Pérez Sara Sorribes Tormo |